# 리차드 더
리차드 더(Richard Derr, 1918년 6월 15일 ~ 1992년 5월 8일)는 미국의 배우, 텔레비전 배우이다.
노리스타운에서 태어났으며 샌타모니카에서 사망하였다. 사인은 췌장암이다.

## 영화
- 파이어폭스 (1982년)
- 아메리칸 지골로 (1980년)
- 달라스 (1978년)
- 명탐정 하퍼 2 (1975년)
- 명탐정 바나비 존즈 (1973년)
- 6시 아담 (1970년)
- 쓰리 인 더 아틱 (1968년)
- 테러 이즈 어 맨 (1959년)
- 인비저블 어벤저 (1958년)
- 페리 메이슨 (1957년)
- 디즈니랜드 (1954년) - 미스터 드라이어 역
- 생의 애욕 (1952년)
- 세계가 충돌할 때 (1951년)
- 럭셔리 라이너 (1948년)
- 웨스트 포인트에서 온 열 명의 신사 (1942년)